# 16 de octubre
El 16 de octubre es el 289.º (ducentésimo octogésimo noveno) día del año —el 290.º (ducentésimo nonagésimo) en los años bisiestos— en el calendario gregoriano. Quedan 76 días para finalizar el año.

## Acontecimientos
- 456 (o 17 de octubre): cerca de Piacenza (actual Italia), los soldados del emperador Avito son vencidos por los del militar romano-ibérico Ricimero, quien se convierte en líder de facto del Imperio romano de Occidente.[1]
- 690: en China, la emperatriz Wu Zetian toma el poder expulsando a la dinastía Tang y estableciendo la Segunda Dinastía Zhou (hasta el 3 de marzo del año 705).
- 912: en Córdoba (España), Abderramán III es proclamado emir.
- 1311: en la ciudad de Vienne (Francia) se reúnen 300 obispos católicos en el Concilio de Vienne.
- 1384: en Polonia, Eduviges I es coronada como «rey».
- 1472: en España, la corona de Aragón recupera el Rosellón y la Cerdaña (Paz de Pedralbes).
- 1590: en el Palazzo San Severo el compositor Carlo Gesualdo asesina a su esposa María de Ávalos y a su amante Fabrizio Carafa.
- 1689: en Roma se realiza la elección del próximo papa. Es elegido el cardenal italiano Pietro Vitto Ottoboni, quien adopta el nombre de Alejandro VIII.
- 1736: en esta fecha el astrónomo y teólogo británico William Whiston (1667-1752) calculó que un cometa colisionaría con la Tierra, provocando el fin del mundo.[2]
- 1737: en la península de Kamchatka (Rusia) sucede un terremoto de 9,3 grados de la escala de Richter. Se lo considera el segundo terremoto más potente de la Historia humana.
- 1780: en las islas Antillas (mar Caribe) es el séptimo y último día del Gran Huracán de 1780, el primer huracán con mayor número de víctimas mortales de los que se tienen datos (22 000 muertes directas, 27 000 muertes totales).
- 1793: en París, Marie Antoinette ―viuda de Luis XVI― es guillotinada en el marco de la Revolución francesa.
- 1793: la batalla de Wattignies finaliza en una victoria de la Primera República Francesa.
- 1805: en Ulm (Alemania) Francia y Austria se enfrentan en la batalla de Ulm.
- 1813: en Leipzig se produce el mayor enfrentamiento armado de todas las guerras napoleónicas, y la más importante derrota sufrida por Napoleón Bonaparte (batalla de Leipzig).
- 1817: en el Valle de los Reyes (Egipto) se descubre la tumba de Seti I.
- 1817: en la plaza Mayor de la venezolana villa de Angostura (hoy Ciudad Bolívar), el general Manuel Carlos Piar es fusilado por orden del general Simón Bolívar.
- 1829: en un tramo de la línea Liverpool-Mánchester (en Inglaterra) se celebra la primera carrera de velocidad de locomotoras, cuyo vencedor resultó ser George Stephenson (el inventor de la locomotora) y su The Rocket.
- 1834: en Londres (Inglaterra) se produce el incendio del Palacio de Westminster, destruyéndose la mayor parte del edificio, que luego será rediseñado y reconstruido por Charles Barry.
- 1841: en Kingston (Canadá) se funda la Universidad de Queen.
- 1843: al científico William Rowan Hamilton se le ocurre la idea de los cuaterniones (una extensión no conmutativa de los números complejos).
- 1846: en Boston (Estados Unidos), el doctor William Thomas Green Morton emplea por primera vez el éter como anestésico, dando origen a la cirugía sin dolor.
- 1847: la novela «Jane Eyre» por Charlotte Brontë es publicada en Londres.[3]
- 1854: En Buenos Aires (Argentina), el gobernador Pastor Obligado le concede el estatus de municipio al Partido de La Matanza.
- 1859: John Brown, un abolicionista estadounidense, toma temporalmente el control en el pueblo de Harpers Ferry, Virginia Occidental.[4]
- 1862: Francisco Solano López es elegido presidente de la República del Paraguay.
- 1869: en Cardiff (Estados Unidos), el estanquero George Hull «descubre» el Gigante de Cardiff, uno de los más famosos bulos de Estados Unidos.
- 1869: en Reino Unido, se funda Girton College, la primera universidad femenina de Inglaterra.[5]
- 1875: en Provo (Utah), se funda Universidad Brigham Young.[6]
- 1886: El presidente Antonio Guzmán Blanco inaugura la primera casa de moneda de Venezuela con el nombre de Casa de la Moneda de Caracas, creando así la Primera Moneda Acuñada en Venezuela.
- 1905: en la India, el gobernador general de la India, George Curzon ordena la primera partición de la provincia de Bengala. Debido al alto malestar político generado por esta división territorial, ambas partes de Bengala fueron reunidas en 1911.
- 1906: en la alcaldía de Köpenick (cerca de Berlín), el estafador alemán Wilhelm Voigt se disfraza de capitán y roba 4000 marcos. Será encarcelado diez días después, y finalmente amnistiado por el káiser Guillermo II.
- 1909: en Ciudad Juárez, Porfirio Díaz y William Howard Taft se reúnen en la primera visita oficial de un presidente estadounidense a suelo de México.[7]
- 1910: en Cuba se registra la cuarta jornada del Ciclón de los Cinco Días. Mata a unas 700 personas. En La Habana rompe el malecón. Se considera una de las peores catástrofes naturales en la Historia cubana.[8] Fue muy polémico, porque el Servicio Meteorológico de los Estados Unidos afirmaba que eran dos ciclones separados, mientras que el meteorólogo cubano José Carlos Millás Hernández (1889-1965) decía que era solo uno, lo cual pudo demostrar tomando las observaciones realizadas por varios buques. A este tipo de lazo se le llamó «recurva de Millás».[9]
- 1910: entre Inglaterra y Francia se realiza la primera travesía del canal de la Mancha en dirigible.
- 1916: en Brooklyn (Nueva York), Margaret Sanger abre la primera clínica de abortos en los Estados Unidos.
- 1919: en la ciudad de Múnich (Alemania), Adolf Hitler da su primer mitin en la cervecería Hofbräukeller ante 300 asistentes.
- 1923: en los Estados Unidos, Walt Disney y su hermano Roy Disney fundan The Walt Disney Company.
- 1934: en China, los revolucionarios de Mao comienzan la Larga Marcha; finalizará un año y cuatro días más tarde, y durante ese período Mao Zedong reganará su título como líder del partido.
- 1939: en el marco de la Segunda Guerra Mundial, la Luftwaffe alemana lleva a cabo el primer ataque sobre territorio británico.
- 1940: en Varsovia ―en el marco del Holocausto judío― se establece el famoso gueto judío de Varsovia.
- 1941: se crea por decreto, bajo la dependencia del Ministerio de Marina, la Flota Mercante del Estado Argentino.
- 1945: en Quebec (Canadá) se crea la FAO (Organización para la Alimentación y la Agricultura).
- 1946: en Núremberg (Alemania) se llevan a efecto las condenas a muerte dictadas por el Tribunal Militar Penal Internacional durante los llamados Juicios de Núremberg, ahorcándose a 11 criminales de guerra nazis.
- 1949: Nikolaos Zachariadis, líder del Partido Comunista de Grecia, anuncia un «cese del fuego» temporal. Termina el enfrentamiento con el régimen monárqupco griego.
- 1950: en la isla de Cuba un huracán azota la provincia de Camagüey.
- 1951: en Rawalpindi es asesinado Liaquat Ali Khan, el 1.º primer ministro de Pakistán.
- 1959: en Perú sale al aire Panamericana Televisión.
- 1962: inicio de la Crisis cubana de los misiles entre Estados Unidos, Cuba y la Unión Soviética.
- 1964: China detona su primera bomba atómica.
- 1967: en Tuluá (Colombia) se funda la Cortuluá (Corporación Club Deportivo Tuluá).
- 1968: en Argentina se crea el Día de La Pampa, en conmemoración de esa provincia argentina.
- 1969: Los New York Mets derrotaron a los Baltimore Orioles por 4 partidos a 1 y se coronaron campeones de la Serie Mundial por primera vez en su historia.
- 1972: en California, se separa la banda de swamp rock Creedence Clearwater Revival.
- 1975: los Balibo Five, un grupo de periodistas televisivos basados en el pueblo de Balibo en la entonces Timor Portuguesa (actualmente Timor Oriental), son asesinados por soldados indonesios.
- 1975: en la aldea de Kuralia (en Bangladés), la niña Rahima Banu (2) es la última persona conocida en estar infectada de viruela.
- 1978: en la Ciudad del Vaticano, los cardenales de la Iglesia católica eligen al cardenal polaco Karol Wojtyła como papa, quien toma el nombre de Juan Pablo II.
- 1978: el cantautor británico Elton John, publica su duodécimo álbum de estudio, A Single Man.
- 1979: Comienzan las obras para construir Itaipú, la mayor represa hidroeléctrica del mundo.
- 1980: en la Ciudad de Guatemala, una banda parapolicial secuestra a la periodista Irma Flaquer y la desaparece.
- 1985: en Anderson Mesa (Arizona) el astrónomo Edward Bowell descubre el asteroide (4446) Carolyn.
- 1986: Reinhold Messner se convierte en la primera persona en ascender a los catorce montañas «ochomiles».
- 1989: en Bucaramanga (Colombia), el Cartel de Medellín realiza un atentado terrorista con coche bomba y destruye las instalaciones del diario Vanguardia Liberal; deja 4 muertos y 6 heridos.
- 1989: en los Estados Unidos, el informático Richard Sexton, en un mensaje por Usenet, enuncia por primera vez la afirmación que se convertiría en la ley de Godwin.
- 1991: en la cafetería Luby’s, en Killeen (Texas) un ex-marine mata a 23 personas y hiere a 20 en la Masacre de Luby.
- 1992: en Suecia, la líder indígena guatemalteca Rigoberta Menchú obtiene el Premio Nobel de la Paz.
- 1994: en la Ciudad del Vaticano, el papa Juan Pablo II beatifica a la fundadora de la Congregación Madres de Desamparados y San José de la Montaña, Madre Petra de San José y al sacerdote jesuita chileno Alberto Hurtado Cruchaga.
- 1995: en Palma de Mallorca se celebra con carácter experimental (por primera vez en España) un juicio con jurado popular.
- 1996: en la Ciudad de Guatemala, 47 000 espectadores tratan de ingresar al Estadio Doroteo Guamuch Flores, de 36 000 asientos. Mueren 84 personas.
- 1998: en Londres, el senador genocida y exdictador chileno Augusto Pinochet es detenido por orden del juez español Baltasar Garzón.
- 2000: en España, los terroristas de la banda ETA asesinan al coronel excolaborador del franquismo y médico español Antonio Muñoz.
- 2002: en la ciudad egipcia de Alejandría se inaugura oficialmente la Bibliotheca Alexandrina en conmemoración de la desaparecida Biblioteca de Alejandría.
- 2003: en Buenos Aires (Argentina), Néstor Kirchner (presidente de Argentina) y Lula da Silva (presidente de Brasil), firman el «Consenso de Buenos Aires» para reactivar la alianza comercial entre ambos países.
- 2004: en España, el futbolista argentino Lionel Messi hace su debut oficial con el club F. C. Barcelona a los 17 años de edad.
- 2012: se descubre el planeta extrasolar Alpha Centauri Bb.
- 2014: en Kourou, Guayana se lanza el satélite de comunicaciones argentino ARSAT-1.
- 2015: en los Estados Unidos finaliza la emisión de la serie original del canal Disney Channel Jessie.[10]
- 2018: en Argentina se funda el Partido Libertario, partido que ganaría las elecciones por amplia mayoría en 2023
- 2021: en Huaral Perú se registró un temblor de 4.6 grados a las 7:53:40 de la mañana
- 2023:The Walt Disney Company cumple 100 años de su creación.

## Nacimientos
- 1351: Gian Galeazzo Visconti, duque y gobernante milanés (f. 1402).
- 1374: Margarita de Borgoña Dampierre, princesa borgoñona, hija de Felipe II (f. 1441).
- 1396: Guillermo de la Pole, militar inglés durante la guerra de los Cien Años (f. 1450).
- 1430: Jacobo II de Escocia (f. 1460).
- 1483: Gasparo Contarini, diplomático y cardenal italiano (f. 1542).
- 1535: Niwa Nagahide, militar japonés (f. 1585).
- 1605: Charles Coypeau de Assoucy, poeta y músico francés (f. 1677).
- 1610: Richard Alleine, clérigo puritano británico (f. 1681).
- 1679: Jan Dismas Zelenka, compositor barroco checo (f. 1745).
- 1708: Albrecht von Haller médico, anatomista, poeta y naturista suizo (f. 1777).
- 1729: Pierre van Maldere, violinista y compositor belga (f. 1768).
- 1745: Olaudah Equiano, escritor africano (f. 1797).
- 1758: Noah Webster, lexicógrafo estadounidense (f. 1843).
- 1798: Martiniano Chilavert, militar argentino (f. 1852).
- 1803: Robert Stephenson, ingeniero civil inglés (f. 1859).
- 1816: Antoine Bechamp, biólogo francés (f.1908).
- 1827: Arnold Böcklin, pintor suizo (f. 1901).
- 1832: Vicente Riva Palacio, escritor, político y militar mexicano (f. 1896).
- 1839: Carlos Pacheco Villalobos, militar y político mexicano (f. 1891).
- 1840: Enrique de Ossó y Cervelló, santo y sacerdote español, fundador de la Congregación de Hermanas de la Compañía de Santa Teresa de Jesús (f. 1896).
- 1840: Kuroda Kiyotaka, político japonés, 2.º primer ministro (f. 1900).
- 1840: Florentín Oviedo, militar paraguayo (f. 1935).
- 1841: Ito Hirobumi, político japonés, 1.º primer ministro (f. 1909).
- 1847: María Pía de Saboya, princesa de Italia y reina de Portugal entre 1861 y 1889 (f. 1911).
- 1849: George Washington Williams, jurista, historiador, clérigo y político estadounidense (f. 1891).
- 1854: Karl Kautsky, científico checo-germano (f. 1938).
- 1854: Oscar Wilde, escritor irlandés (f. 1900).
- 1854: Jean Grave, anarquista francés (f. 1939).
- 1861: John Bagnell Bury, historiador y erudito irlandés (f. 1927).
- 1863: sir Austen Chamberlain, político británico, premio Nobel de la Paz en 1925 (f. 1937).
- 1884: Rembrandt Bugatti, escultor italiano (f. 1916).
- 1885: Alfred Braunschweiger, saltador olímpico alemán (f. 1952).
- 1886: David Ben-Gurión, estadista y político israelí, 1.º primer ministro de Israel (f. 1973).
- 1888: Eugene O'Neill, dramaturgo estadounidense, premio Nobel de Literatura en 1936 (f. 1953).
- 1888: Paul Popenoe, biólogo estadounidense (f. 1979).
- 1890: Michael Collins, líder revolucionario irlandés y presidente del Gobierno Provisional de Irlanda (f. 1922).
- 1890: María Goretti, santa italiana (f. 1902).
- 1890: Paul Strand, fotógrafo estadounidense (f. 1975).
- 1891: Alfredo González Prada, escritor peruano (f. 1943).
- 1896: Célestin Freinet, pedagogo francés (f. 1966)
- 1897: Louis de Cazenave, soldado francés y supercentenario (f. 2008).
- 1905: Vicente Trueba, ciclista español (f. 1986).
- 1906: Dino Buzzati, escritor y periodista italiano (f. 1972).
- 1906: León Klimovsky, cineasta argentino (f. 1996).

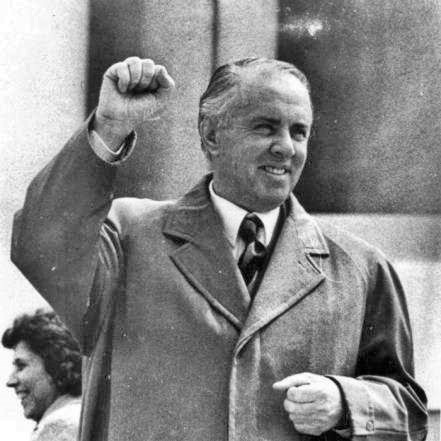
Enver Hoxha (1908-1985)

- 1908: Enver Hoxha, dirigente comunista albanés (f. 1985).
- 1912: Gérard Landry, actor francés (f. 1999).
- 1917: Alice Pearce, actriz estadounidense (f. 1966).
- 1918: Louis Althusser, filósofo francés (f. 1990).
- 1920: Alicia Dussán de Reichel-Dolmatoff, antropóloga y arqueóloga colombiana (f. 2023).
- 1921: Andrzej Munk, cineasta polaco (f. 1961).
- 1922: Max Bygraves, actor y cantante británico (f. 2012).
- 1923: Linda Darnell, actriz estadounidense (f. 1965).
- 1923: Bert Kaempfert, director de orquesta y compositor alemán (f. 1980).
- 1924: Jorge Mobaied, cineasta argentino.
- 1925: Angela Lansbury, actriz británica (f. 2022).
- 1927: Günter Grass, escritor alemán, premio Nobel de Literatura en 1999 (f. 2015).
- 1928: Mary Daly, filósofa y teóloga estadounidense (f. 2010).
- 1928: Ann Morgan Guilbert, actriz de cine y televisión estadounidense (f. 2016).
- 1929: Fernanda Montenegro, actriz brasileña.
- 1930: Carmen Sevilla,  actriz, cantante y presentadora de televisión española (f. 2023).
- 1930: Elsa Marval, actriz, pianista y cantante argentina (f. 2010).
- 1931: Charles Colson, escritor y abogado estadounidense (f. 2012).
- 1931: Stefan von Reiswitz, pintor y escultor alemán (f. 2019).
- 1931: Arturo Woodman, ingeniero y político peruano (f. 2023).
- 1932: Guðbergur Bergsson, escritor y traductor islandés (f. 2023).
- 1936: Andrei Chikatilo, asesino en serie soviético (f. 1994).
- 1936: Gerardo Gandini, pianista y compositor argentino (f. 2013).
- 1936: Akira Machida, presidente del Tribunal Supremo de Japón entre 2002 y 2006 (f. 2015)
- 1938: Nico, cantautora, modelo y actriz alemana (f. 1988).
- 1940: Barry Corbin, actor estadounidense.
- 1940: Dave DeBusschere, baloncestista estadounidense (f. 2003).
- 1945: Iselín Santos Ovejero, futbolista argentino.
- 1946: Juan Echecopar, futbolista argentino (f. 2012).
- 1946: Suzanne Somers, actriz estadounidense.
- 1947: Carlos Ott, arquitecto uruguayo.
- 1947: Bob Weir, músico estadounidense, de la banda Grateful Dead.
- 1947: David Zucker, guionista de cine, productor y cineasta estadounidense.
- 1948: Hema Malini, actriz india.
- 1949: Joan Manuel Gisbert, escritor español de literatura infantil.
- 1950: André Leon Talley, periodista estadounidense (f. 2022).
- 1950: Mónica Galán, actriz argentina (f. 2019).
- 1951: Oscar González Oro, locutor, periodista y conductor de televisión argentino.
- 1952: Christopher Cox (político), político estadounidense.
- 1953: Paulo Roberto Falcão, futbolista brasileño.
- 1956: Linard Bardill, teólogo, cantautor y escritor suizo.
- 1956: Rudra Mohammad Shahidullah, poeta bangladesí (f. 1991)
- 1958: Tim Robbins, actor estadounidense.
- 1959: Manolo Saiz, director deportivo de ciclismo español.
- 1961: Marc Levy, escritor francés.
- 1961: Jorge Rial, periodista argentino.
- 1962: Manute Bol, baloncestista estadounidense de la NBA (f. 2010).
- 1962: Kenneth Lonergan, cineasta estadounidense
- 1962: Flea (Michael Balzary), bajista australiano, de la banda Red Hot Chili Peppers.
- 1962: Dmitri Hvorostovsky, cantante ruso de ópera (f. 2017).
- 1962: Vicente Carrillo Fuentes, narcotraficante mexicano.
- 1965: Tom Tolbert, baloncestista estadounidense.
- 1969: Roy Hargrove, trompetista estadounidense.
- 1970: Kazuyuki Fujita, luchador japonés.
- 1970: Vincent Rijmen, criptógrafo belga.
- 1970: Mehmet Scholl, futbolista alemán.
- 1971: Chad Gray, cantante estadounidense, de la banda Mudvayne.
- 1971: Lawrence Schimel, escritor estadounidense.
- 1971: Frank Cuesta, veterinario, presentador de televisión y extenista español.
- 1972: Julio Melgar, cantautor y pastor evangélico guatemalteco (f. 2019).
- 1972: Tomas Lindberg, cantante y compositor sueco.
- 1972: Tomasz Hajto, futbolista polaco.
- 1972: Ángeles Blanco, periodista española.
- 1972: Darren Balmforth, remero australiano.
- 1972: Linda Miller, remera estadounidense.
- 1972: Souleymane Oularé, futbolista guineano.
- 1972: José Luis Paradas Romero, árbitro de fútbol español.
- 1972: Andrés Javier Martínez, futbolista uruguayo.
- 1973: Peter Polaco (Justin Credible), luchador estadounidense.
- 1974: Martín Bossi, actor, imitador y humorista argentino.
- 1974: Aurela Gaçe, cantante albanesa.
- 1974: Ángel Padilla, actor español.
- 1975: Brynjar Gunnarsson, futbolista islandés.
- 1975: Kellie Martin, actriz estadounidense.
- 1975: Claudio Núñez, futbolista chileno.
- 1977: John Mayer, cantautor estadounidense.
- 1978: Kala Savage, actriz y cantante estadounidense.
- 1978: Gianluca Comotto, futbolista italiano.
- 1980: Sue Bird, baloncestista estadounidense.
- 1981: Naím Thomas, cantante español.
- 1981: Bicho Riveros, conductor de televisión paraguayo.
- 1981: Alan Gordon, futbolista estadounidense.
- 1981: Caterina Scorsone, actriz canadiense.
- 1982: Alan Anderson, baloncestista estadounidense.
- 1982: Pippa Black, actriz australiana.
- 1982: Serguéi Veremko, futbolista bielorruso.
- 1983: Philipp Kohlschreiber, tenista alemán.
- 1983: Loreen, cantante sueca.
- 1984: Melissa Lauren, actriz porno francesa.
- 1984: Shayne Ward, cantante británico.
- 1984: Kim Myong-gil, futbolista norcoreano.
- 1985: Verena Sailer, deportista alemana.
- 1986: Inna, cantante y compositora rumana.
- 1986: Franco Armani, futbolista argentino.
- 1988: Zoltán Stieber, futbolista húngaro.
- 1990: Karen Araya, futbolista chilena.
- 1990: Antoine Demoitié, ciclista belga (f. 2016).
- 1991: John y Edward Grimes (gemelos), cantantes irlandeses, del dúo Jeduard.
- 1991: Vera Spinetta, cantante y actriz argentina.
- 1992: David Castillo, actor español.
- 1992: Bryce Harper, beisbolista estadounidense.
- 1997: Charles Leclerc, piloto de automovilismo monegasco.
- 2002: Antonia Canales, futbolista chilena.
- 2002: Jule Brand, futbolista alemana.

## Fallecimientos
- 1333: Nicolás V, antipapa italiano (n. 1260).
- 1355: Luis I el Niño, rey siciliano entre 1342 y 1355 (n. 1337).
- 1553: Lucas Cranach el Viejo, pintor alemán (n. 1472).
- 1555: Hugh Latimer, obispo y mártir británico (n. ca. 1490).
- 1555: Nicholas Ridley, obispo y mártir británico (n. ca. 1500).
- 1591: Gregorio XIV, papa italiano entre 1590 y 1591 (n. 1535).
- 1602: Eugenio de Salazar, escritor español (n. 1530).
- 1621: Jan Pieterszoon Sweelinck, compositor neerlandés (n. 1562).
- 1628: François de Malherbe, poeta lírico francés (n. 1555).
- 1649: Isaak van Ostade, pintor neerlandés (n. 1621).
- 1660: John Cook, fiscal inglés (n. 1608).
- 1680: Raimondo Montecuccoli, general italoaustríaco (n. 1609).
- 1774: Robert Fergusson, poeta escocés (n. 1750).
- 1776: Jean Étienne Bernard Ogier de Clugny, estadista francés (n. 1729).
- 1793: María Antonieta, reina francesa guillotinada (n. 1755).
- 1793: John Hunter, cirujano y anatomista británico (n. 1728).
- 1796: Víctor Amadeo III de Saboya, duque de Saboya y rey de Cerdeña entre 1773 y 1796 (n. 1726).
- 1810: Najman de Breslav, fundador del movimiento jasídico (n. 1772).
- 1855: Antonio García Reyes, político y periodista chileno (n. 1817).
- 1857: Miguel Teurbe Tolón, separatista cubano, creador de la bandera y el escudo de Cuba (n. 1820).
- 1881: Marcial del Adalid, compositor español (n. 1826).
- 1891: Walter Leak Steele, político estadounidense (n. 1823).
- 1909: Jakub Bart-Ćišinski, escritor y poeta alemán (n. 1856).
- 1909: Manuel D. Pizarro, abogado, escritor y político argentino (n. 1841).
- 1913: Ralph Rose, atleta estadounidense (n. 1885).
- 1914: Rafael Uribe Uribe, abogado, periodista, diplomático y militar colombiano (n. 1859).
- 1922: Miguel Costa y Llobera, poeta y sacerdote español (n. 1854).
- 1930: Herbert Henry Dow, químico industrial estadounidense (n. 1866).
- 1931: Luis Linares Becerra, dramaturgo y periodista español (n. 1887).
- 1933: Ismael Montes, abogado y político boliviano, presidente de Bolivia entre 1904-1909 y 1913-1917 (n. 1861).
- 1937: Jean de Brunhoff, autor francés (n. 1899).
- 1940: José Bernardino Ortega, político argentino (n. 1860).
- 1944: Rufino Blanco Fombona, político y escritor venezolano (n. 1874).
- 1945: José Oliva Nogueira, periodista y escritor argentino (n. 1873).
- 1946: Hans Frank (n. 1900), Wilhelm Frick (n. 1877), Alfred Jodl (n. 1890), Ernst Kaltenbrunner (n. 1903), Wilhelm Keitel (n. 1882), Joachim von Ribbentrop (n. 1893), Alfred Rosenberg (n. 1893), Julius Streicher (1885), Fritz Sauckel (1894) y Arthur Seyß-Inquart (n. 1892); criminales de guerra nazis ejecutados tras los Juicios de Núremberg.
- 1959: George Marshall, militar y estadista estadounidense, premio nobel de la paz en 1953 (n. 1880).
- 1962: Gaston Bachelard, filósofo y poeta francés (n. 1884).
- 1966: George O'Hara, actor estadounidense (n. 1899).
- 1967: Jorge Larco, pintor, acuarelista y escenógrafo argentino (n. 1897).
- 1971: Jules Humbert-Droz, sacerdote y periodista suizo (n. 1891).
- 1971: Emilio Pettoruti, pintor argentino (n. 1892).
- 1972: Leo G. Carroll, actor británico (n. 1886).
- 1973: Gene Krupa, baterista estadounidense (n. 1909).
- 1975: Vittorio Gui, director de orquesta y compositor italiano (n. 1885).
- 1978: Dan Dailey, actor estadounidense (n. 1913).
- 1979: Johan Borgen, escritor noruego (n. 1903).
- 1981: Moshé Dayán, político israelí (n. 1915).
- 1982: Mario del Mónaco, tenor italiano (n. 1915).
- 1983: Jakov Gotovac, compositor croata (n. 1895).
- 1984: Peggy Ann Garner, actriz estadounidense (n. 1932).
- 1984: José María Vilches, actor español (n. 1935).
- 1986: Arthur Grumiaux, violinista y pianista belga (n. 1921).
- 1989: Cornel Wilde, actor estadounidense (n. 1915).
- 1990: Art Blakey, baterista estadounidense (n. 1919).
- 1990: Jorge Bolet, pianista cubano-estadounidense (n. 1914).
- 1991: Ole Beich, bajista danés, de la banda Guns n Roses (n. 1955).
- 1991: Giacomo Mari, futbolista italiano (n. 1924).
- 1992: Shirley Booth, actriz estadounidense (n. 1898).
- 1993: Tuntún (José René Ruiz Martínez), actor mexicano (n. 1932).
- 1997: Audra Lindley, actriz estadounidense (n. 1918).
- 1997: James A. Michener, escritor estadounidense (n. 1907).
- 1998: Jon Postel, informático estadounidense (n. 1943).
- 1999: Jean Shepherd, actor y guionista estadounidense (n. 1921).
- 2000: Antonio Ferrandis, actor español (n. 1921).
- 2000: Antonio Muñoz Cariñanos, médico y militar español (n. 1942).
- 2001: Alfredo Iglesias, actor argentino (n. 1927).
- 2003: Stu Hart, luchador canadiense (n. 1915).
- 2003: László Papp, boxeador húngaro (n. 1926).
- 2004: Susana Campos, actriz argentina (n. 1934).
- 2005: Ursula Howells, actriz británica (n. 1922).
- 2005: Eugene Gordon Lee, actor estadounidense (n. 1933).
- 2005: Sabú, cantante y actor argentino (n. 1951).
- 2006: John Murra, antropólogo ucraniano (n. 1916).
- 2006: Valentín Paniagua, político peruano, presidente del Perú entre 2000 y 2001 (n. 1936).
- 2006: Trebisonda Valla, atleta italiana (n. 1916).
- 2007: Deborah Kerr, actriz británica (n. 1921).
- 2007: Toše Proeski, cantante macedonio (n. 1981).
- 2007: Barbara West, sobreviviente británica del Titanic (n. 1911).
- 2010: Friedrich Katz, historiador y antropólogo austriaco (n. 1927).
- 2010: Barbara Billingsley, actriz estadounidense (n. 1915).
- 2011: Dan Wheldon, piloto de automovilismo británico (n. 1978).[11]
- 2012: Eddie Yost, beisbolista estadounidense (n. 1926).
- 2013: Ed Lauter, actor y comediante estadounidense (n. 1938).
- 2021: Felipe Cazals, director, guionista y productor de cine mexicano (n. 1937).
- 2023: Martti Ahtisaari, político finlandés, presidente de Finlandia entre 1994 y 2000 (n. 1937).
- 2023: Osama Mazini, político palestino (n. 1966).

Liam Payne

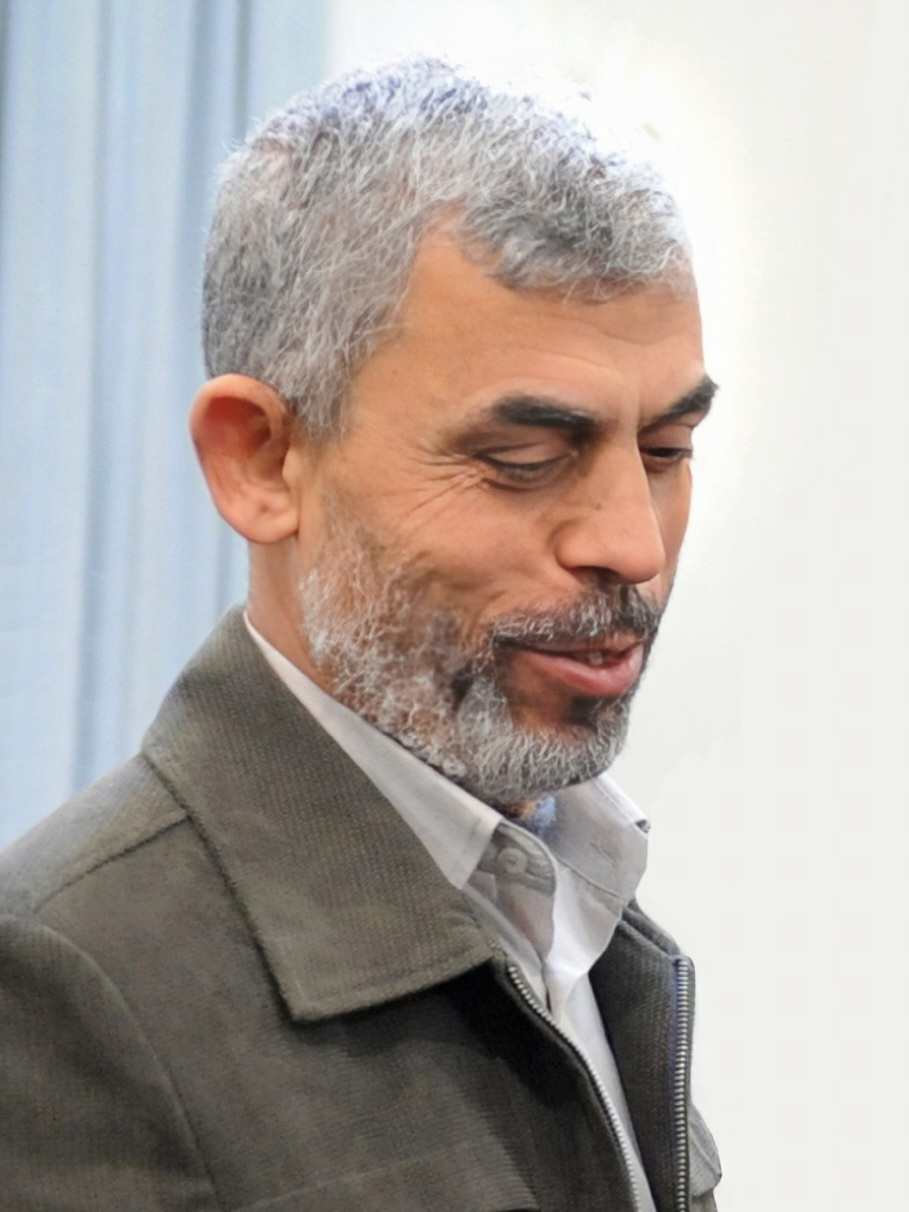
Yahya Sinwar

- 2024: Liam Payne, cantante británico, exmiembro de One Direction (n. 1993).
- 2024: Yahya Sinwar, líder de la organización islamista palestina Hamás (n. 1962).

## Celebraciones
- Día Mundial de la Alimentación. En conmemoración de la fecha de 1945 en la que se creó la Organización de las Naciones Unidas para la Alimentación y la Agricultura.

- Día Mundial de la Anestesia.

- Día Mundial del Anestesiólogo.[12]Se recuerda que, en este día del año 1846, se realizó oficialmente la primera operación con un paciente previamente anestesiado. En griego, la palabra "anestesia" quiere decir "sin sensibilidad" para percibir dolor (anaesthesia).

- Día Mundial del Pan.[13]Con el objetivo de dedicar un día a uno de los alimentos más tradicionales en todo el mundo, así como para dar a conocer su valor nutricional e importancia en la dieta diaria. La iniciativa partió de la Unión Internacional de Panaderos y Pasteleros (UIBC).

- Día Mundial de la Columna Vertebral. El objetivo es dar a conocer a la población mundial la importancia de esta estructura ósea en el bienestar general del organismo humano.
 Proclama: Federación Mundial de Quiropráctica en nombre de la Alianza Global para la Salud Musculoesquelética.

- Día Mundial de la Reanimación Cardiopulmonar (RCP). Para divulgar la importancia de aplicar la técnica de reanimación cardiopulmonar para salvar vidas, en caso de ocurrir una emergencia.
 Proclama: Comité de Enlace Internacional sobre Reanimación (ILCOR).

- Día Internacional del Jefe.[14][15]

 Por países
(Por orden alfabético)
- Argentina:
  - Día de La Pampa. En conmemoración de esa provincia argentina. Instaurado desde 1968.[16]

- Bulgaria:
  - Día de la Fuerza Aérea.

- Chile:
  - Día del Maestro.

- Paraguay:
  - Día del Bibliotecario Paraguayo.[17]

- Perú:
  - Día Nacional de la Persona con Discapacidad. [18]

### Santoral católico
- San Anastasio de Pamiers.[19]
- San Beltrán de Comminges.
- Santa Bonita de Brioude.
- Santa Eduvigis.
- San Elifio de Toul.
- San Galo de Arbona.
- San Gauderico de Mirepoix.
- San Gerardo Mayela.
- San Lulo de Hersfeld.

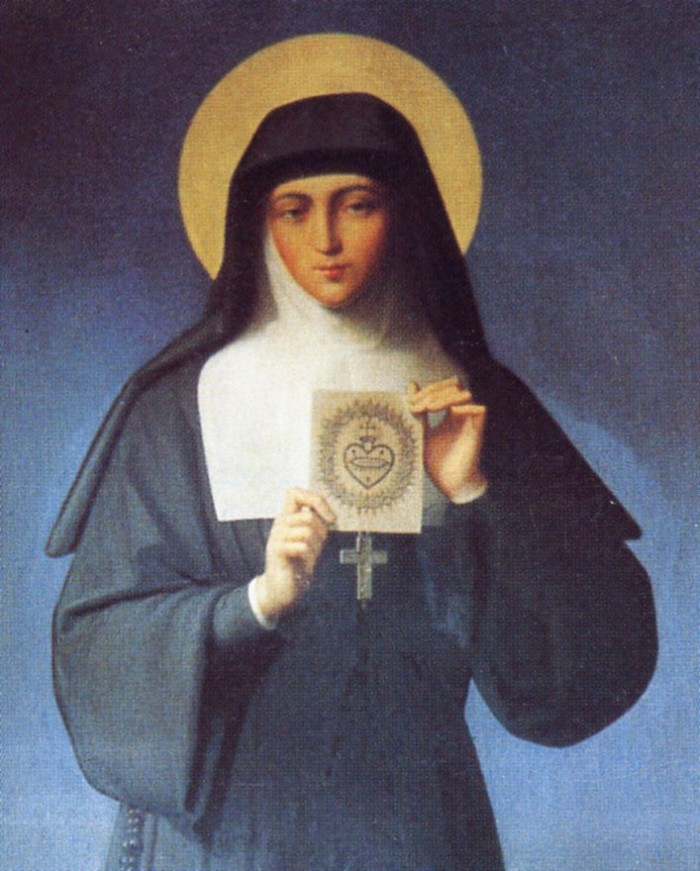
Santa Margarita María Alacoque fue una monja católica francesa conocida por haber recibido las famosas apariciones del Sagrado Corazón de Jesús.

- Santa Margarita María de Alacoque (imagen ilustrativa).
- San Mumolno de Noyon.
- San Rodolfo de Gubbio.
- San Vidal de Retz.
- Beato Gerardo de Clairvaux.
- Beato Pedro Casani.

 Por países
(Por orden alfabético)
- Argentina:
  -  Buenos Aires: Laguna Alsina (localidad del partido de Guaminí): Fiesta patronal en el que se celebra a Santa Margarita María De Alacoque.[20]
(Asueto por Resolución 478/2024, publicado en el Boletín Oficial de la provincia de Buenos Aires).

- Polonia:
  - Día del papa Juan Pablo II.